# Dublin Area Rapid Transit
Dublin Area Rapid Transit (DART) – część kolejowej komunikacji podmiejskiej w Dublinie w Irlandii, przebiegająca w większości wzdłuż wybrzeża Zatoki Dublińskiej.

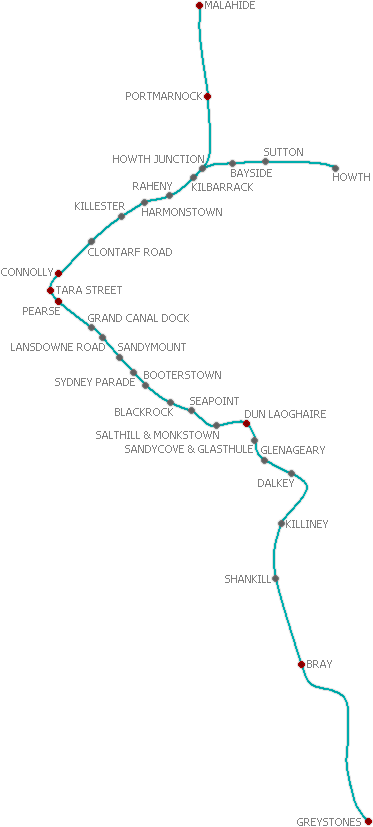
Mapa obecnej sieci DART

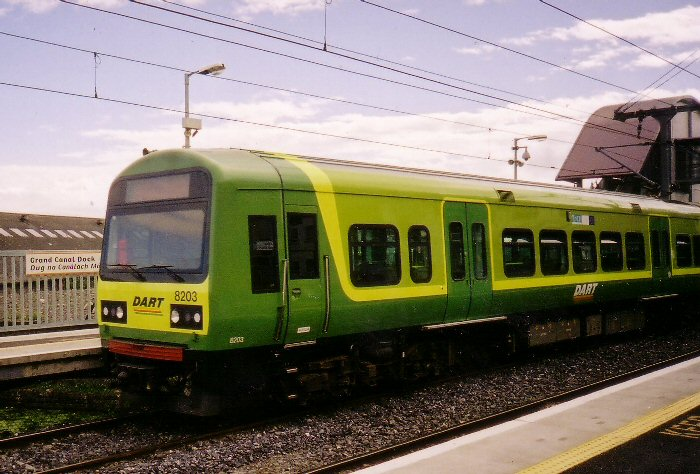
Wagon DART typu 8200

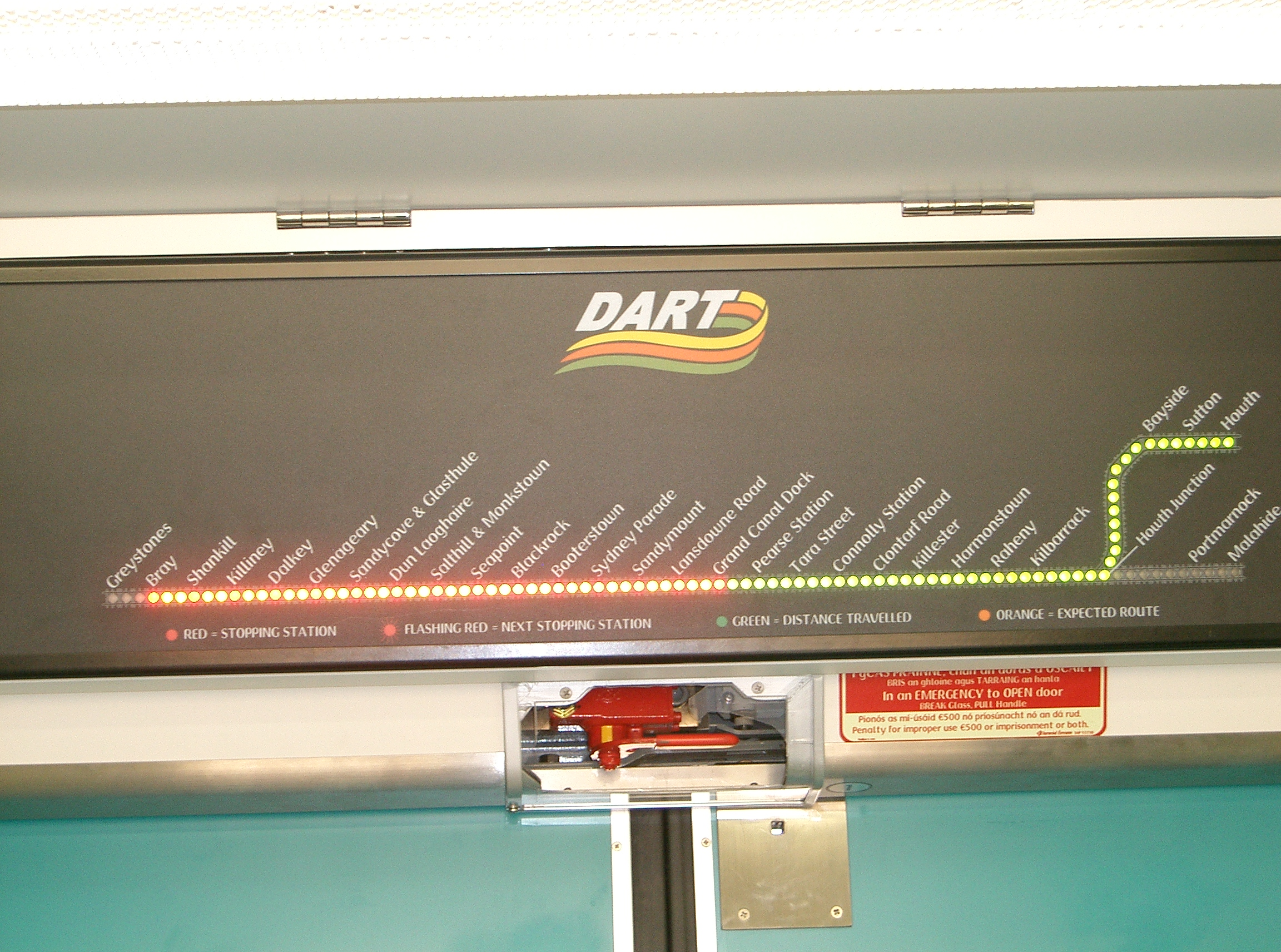
Niektóre z wagonów kolejki DART są wyposażone w wyświetlacze LED obrazujące przebieg trasy.

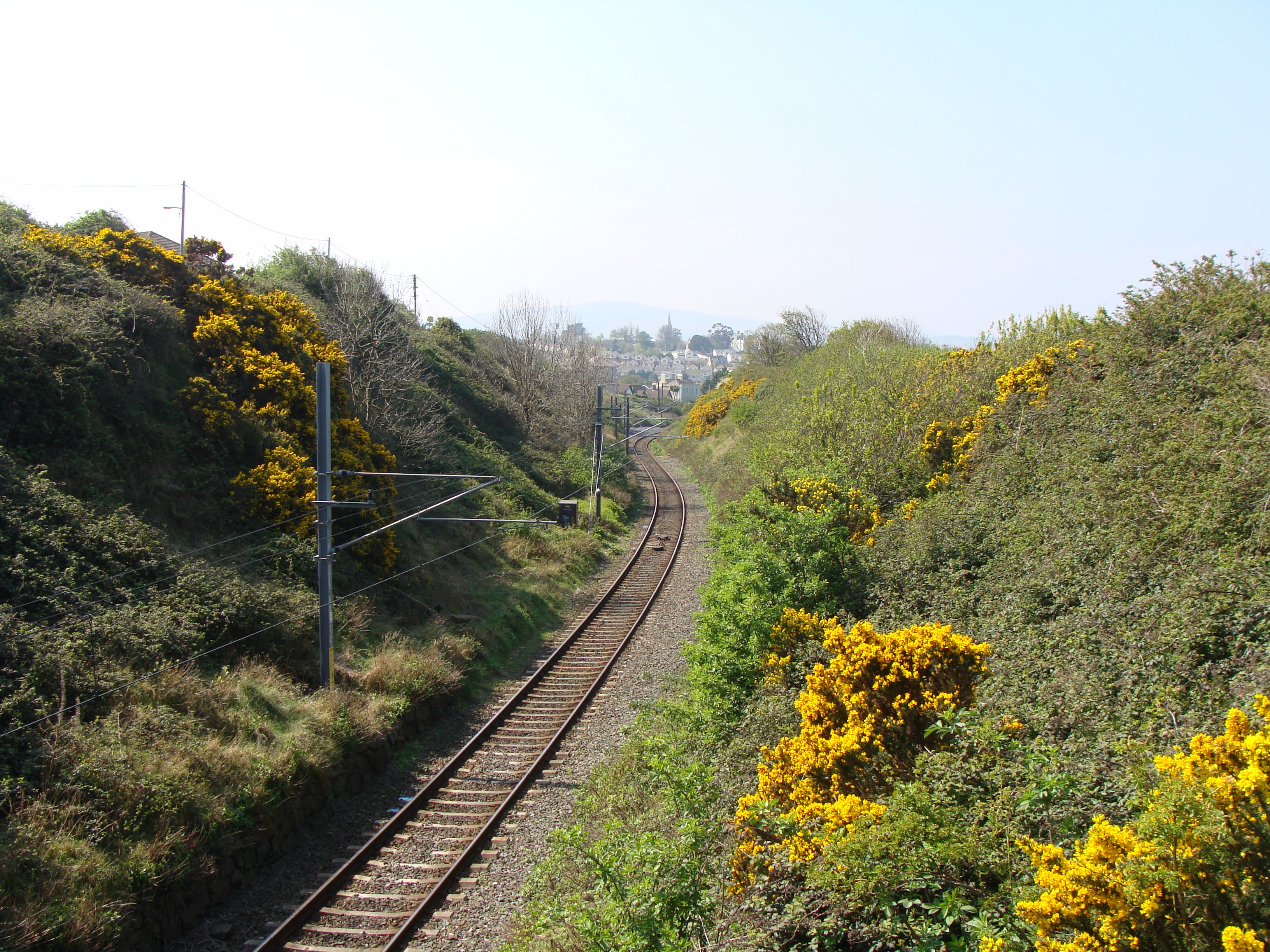
Linia kolejowa DART w Bray

Jej trasa biegnie z położonego na południu Greystones w Hrabstwie Wicklow, przez Dublin do Howth oraz Malahide - północnych dzielnic Dublina w Hrabstwie Fingal.
Pociągi są zasilane prądem o napięciu 1500 V. System zarządzany jest odgórnie przez koleje irlandzkie Iarnród Éireann. Od początku, od roku 1984, operatorem kolejki DART jest Coras Iompair Éireann (CIÉ) który jest zależny od IE. Część trasy kolejki, zawarta pomiędzy Dublinem a Dún Laoghaire, jest na wskroś historyczna, gdyż jest to pierwszy powstały odcinek kolei w Irlandii otwarty 17 grudnia 1834.

## Rozbudowa DART
Pierwotnie, od roku 1984, pociągi DART kursowały z Howth położonego na północy Dublina, przez centralną stację w mieście Connolly, dalej Tara Street, i Pearse, a potem na południe do Bray w Hrabstwie Wicklow. Taka trasa pozostała bez zmian na około 15 lat, kiedy to przedłużono ją o jedną stację na południe do miasta Greystones, oraz na północ od Howth Junction o dwa przystanki w kierunku Belfastu, czyli Portmarnock i Malahide. Obecna trasa jest pokazana na mapie linią przerywaną.
Zgodnie z założeniami irlandzkiego rządu, sieć kolei DART ma być w najbliższych latach rozwijana. Odbędzie się to poprzez wybudowanie tunelu pod centralną częścią miasta oraz włączenie do sieci DART infrastruktury kolejowej istniejącej na zachód od Dublina. Pociągi od stacji Heuston pojada przez (planowaną) St. Stephen's Green do dublińskich doków i dalej po starej trasie przez Howth Junction ale z przedłużeniem aż do Balbriggan. Południowa część linii DART zostanie skierowana wtedy przez Drumcondrę do Maynooth. Obie linie będą miały wspólny przystanek na stacji Pearse.